# André de Toth
Sasvári Farkasfalvi Tóthfalusi Antal Mihály Tóth Endre (nacido el 15 de mayo de 1913 - fallecido el 27 de octubre de 2002) fue un director de cine estadounidense de origen húngaro, más conocido como André de Toth. Nació en Makó, Csongrád, en Hungría en tiempos del Imperio austrohúngaro. Fue director de películas de todo tipo de género, siendo especialmente recordada Los asesinatos del Museo de Cera, de 1953, probablemente la más famosa de las películas 3D que se realizaron en aquella época. Había perdido un ojo a muy temprana edad lo que lo une a la nómina de ilustres directores tuertos de la que forman parte John Ford, Raoul Walsh, Nicholas Ray y Fritz Lang.

## Datos biográficos y cinematográficos
Estudió Derecho en la Universidad Real de Hungría, y se licenció en 1930. Sin embargo, atraído por el mundo teatral, se unió al autor húngaro Ferenc Molnár, comenzando a escribir para el teatro. Del teatro pasó al mundo del cine trabajando como escritor, asistente de dirección, actor y finalmente director.
En 1939 llegó a dirigir cinco películas en Europa, pero su carrera se vio interrumpida por el comienzo de la Segunda Guerra Mundial. Para huir de la guerra se trasladó a Inglaterra. Allí trabajó como asistente de su compatriota Alexander Korda. Finalmente, en 1942 se trasladó a Estados Unidos.
En América, a pesar de tener un contrato verbal con la Columbia, prefirió librarse de él para trabajar como independiente. Fue un director de películas de género, como el western, cine de terror, cine policiaco, etc.
Se casó en siete ocasiones. Su esposa más famosa fue la estrella de los años cuarenta Veronica Lake, con quien estuvo casado desde 1944 hasta 1952, y con quien tuvo un hijo y una hija. Su matrimonio de más duración fue con Marie Louise Stratton, con quien se casó al poco de su divorcio con Veronica Lake y se divorció en 1982. De este matrimonio también nacieron dos hijos. Su última esposa fue Ann Green, con quien estaba casado en el momento de su muerte.

## Filmografía selecta
- 1968 Mercenarios sin gloria, protagonizada por Michael Caine, película de acción.
- 1961 Los Mongoles, peplum realizado en Europa y protagonizado por Jack Palance.
- 1960 Morgan el Pirata, película italiana protagonizada por Steve Reeves
- 1960 Pendiente de un hilo, protagonizada por Ernest Borgnine, cine de espías.
- 1959 El día de los forajidos, último western de André De Toth para el cine, estaba protagonizado por Robert Ryan y Burl Ives
- 1958 El doble espía, cinta británica de espionaje protagonizada por Jack Hawkins.
- 1957 Hidden Fear cinta policíaca protagonizada por John Payne
- 1955 Pacto de Honor, western de soldados de caballería e indios protagonizado por Kirk Douglas y Elsa Martinelli, donde también aparece Walter Matthau.
- 1954 Cazador de Forajidos, último western que realizó con Randolph Scott como protagonista.
- 1954 Tanganika, película de aventuras en la selva africana protagonizada por Van Henflin.
- 1954 El hombre de la diligencia, Western protagonizado por Randolph Scott.
- 1954 Crime Wave, cine policíaco protagonizado por Sterling Hayden.
- 1953 La última patrulla, western protagonizado por Randolph Scott que tiene a Lex Barker como antagonista y Phyllis Kirk como heroína femenina.
- 1953 El forastero iba armado, western con Randolph Scott y Claire Trevor como protagonistas.
- 1953 House of Wax (Los crímenes del museo de cera), cinta de terror, la más recordada de André de Toth, protagonizada por Vincent Price y donde Charles Bronson tiene su primer papel.
- 1953 Last of Comanches, western de indios protagonizado por Broderick Crawford.
- 1952 El honor del Capitán Lex, protagonizada por Gary Cooper, western con la guerra de secesión norteamericana de fondo.
- 1952 Carson City, western protagonizado por Randolph Scott.
- 1951 Lucha a muerte, western de Randolph Scott compartiendo protagonismo con Joan Leslie, primera película de André de Toth con Scott de protagonista.
- 1949 Furia del trópico, película de aventuras exóticas que protagonizaba la entonces gran estrella y esposa del director Veronica Lake y Richard Widmark
- 1948 Pitfall, película de cine negro protagonizada por Dick Powell y Lizabeth Scott.
- 1947 El otro amor, drama romántico protagonizado por David Niven y Barbara Stanwyck, con Gilbert Roland y Richard Conte también presentes en el reparto.
- 1947 La mujer de fuego, western con tintes de cine negro realizado para la mayor gloria de su esposa la estrella Veronica Lake, que compartía cartel con Joel McCrea.
- 1944 Aguas turbias, película de cine negro protagonizada por Merle Oberon.